# Révolution paysanne Donghak
Batailles
Révolution paysanne Donghak
Première révolte
- Gobu (en)
- Hwangtojae (en)
- Rivière Hwangryong (en)
- Forteresse de Jeonju (en)

Été 1894
- Palais de Gyeongbok

Deuxième révolte
- Ugeumchi
- Retraite de Gongju (en)

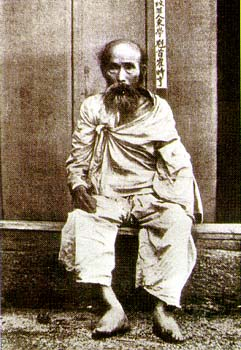
Choe Si-Hyong (1827-1898), 2e patriarche du Donghak, après sa capture.

La révolution paysanne du Donghak (동학농민혁명) est un soulèvement dirigé contre le gouvernement coréen, le système féodal, et la technologie et les idéaux occidentaux qui s'est déroulée dans le sud de la Corée, essentiellement dans la province du Jeolla  en 1894-1895, et qui a été le déclencheur de la première guerre sino-japonaise. Elle porte le nom du Donghak, une nouvelle religion coréenne mettant l'accent sur l'égalité des êtres humains.
La révolte a commencé à Gobu (Jeongeup) en février 1894 lorsque des paysans ont protesté contre la corruption des fonctionnaires locaux. Les forces gouvernementales ne parviennent pas à la réprimer, les escarmouches initiales finissent par devenir des conflits majeurs. Lorsque la cour royale demande l'aide des Chinois pour venir à bout de la rébellion, les Japonais décident d'envoyer également des troupes.

## Les origines
Avant même les interventions étrangères et l'ouverture de la Corée, les paysans de la péninsule avaient perdu leurs illusions envers les règles dictées par les nobles de la classe Yangban. Tout au long du XIXe siècle, la sècheresse et les inondations frappaient les cultures et causaient de graves famines. Aggravant le problème, les dirigeants de Joseon augmentaient les taxes sur les semences et imposaient encore plus de corvées aux paysans affamés. Le ressentiment envers le gouvernement et les chefs locaux débordaient régulièrement en de violents soulèvements. Les principales révoltes se sont produites en 1862 à partir de Jinju et en 1812, lorsqu'Hong Gyeong-nae prit le contrôle de la région de Chongju pendant plusieurs mois.

### La naissance du Donghak
Choe Je-u (1824-1864) est à l'origine de l'idéologie du Donghak, le savoir oriental. Formulé en avril 1860, il a pour objectif d'aider les fermiers souffrant de la pauvreté et de restaurer la cohésion sociale et la stabilité politique.
Le Donghak comprenait des éléments tirés du confucianisme et du bouddhisme et incluait aussi l'idée d'un Dieu unique résidant dans le ciel. Son humanisme moderne et son objectif de lutte des classes permet également de le relier au marxisme. C'était une religion tout autant qu'une idéologie politique. Nettement nationaliste, sa rhétorique visait à exclure les influences étrangères. Choe pensait que la meilleure méthode pour contrer ces influences était de lancer des réformes démocratiques et d'améliorer les droits de la population.
Les principaux thèmes du Donghak étaient mis en musique pour que les paysans puissent les retenir et les accepter plus facilement. Le nationalisme et les réformes sociales ont ainsi tissé un lien entre les rébellions paysannes et le Donghak. Ce dernier, un mouvement bien organisé, se répand dans toute la Corée.

### La situation internationale
La dynastie Joseon de Corée était un état tributaire de la Chine des Qing depuis la deuxième invasion mandchoue de 1637. Mise à part cette relation, la Corée suivait une politique isolationniste et était surnommée le royaume ermite au XIXe siècle. Après une série d'attaques russes, française, américaine et japonaise, la Corée est forcée à s'ouvrir au monde extérieur par le traité de Ganghwa en 1876. À partir de ce moment, les étrangers s'installent à Séoul. En particulier, l'empire du Japon renforce rapidement son influence. Dès 1884, à la suite du Coup d'État de Gapsin, la Chine et le Japon luttent ouvertement pour assurer leur influence sur la Corée. Les négociations aboutissent finalement à la signature du traité de Tien-Tsin (1885), faisant de la Corée une sorte de coprotectorat de la Chine et du Japon.

## La révolte

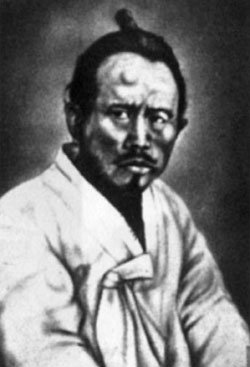
Jeon Bong-jun, le leader de la révolte.

Choe Si-hyeong (최시형, 1827-1898) était le successeur de Choe Je-u et le deuxième patriarche. Depuis le début de la répression en 1864, il avait su organiser un réseau d'églises clandestines. En 1886, un traité avec la France avait mis fin aux persécutions des catholiques par le gouvernement. Cependant, ce traité ne concernait pas les adeptes du Donghak et ceux-ci ne pouvaient toujours pas pratiquer leur religion ouvertement.
En 1892, des milliers d'adeptes manifestent pour demander la réhabilitation de Choe Je-u et la reconnaissance de leur organisation d'abord dans les provinces du sud, Jeolla et Chungcheong, puis à Séoul. Dispersés d'abord par la force, ce n'est que l'année suivante, après un rassemblement de 20 000 personnes à Boeun (Chungcheong) que le gouvernement renonce à poursuivre les sympathisants de ce mouvement. Ensuite, alors que le leader Choe Si-hyeong refuse la confrontation, la faction du sud veut toutefois lancer la révolution. Jeon Bong-jun ainsi que Kim Gae-nam et Son Hwa-jung en seront les meneurs.

### La première rébellion
Le premier vrai soulèvement se produit le 15 février 1894 à la bataille de Gobu (Jeongeup). Il est plus directement causé par un conflit entre les fermiers locaux et le gouverneur de la région, Cho Byeong-gap. Le symbole de ces querelles était la construction d'un nouveau réservoir (Manseokbo) pour l'irrigation qui servait de prétexte pour la perception d'une taxe élevée sur l'eau,. Cependant, la récolte de 1893 ayant été mauvaise, les fermiers demandèrent une réduction de ces taxes. Cette demande n'aboutit pas et entraine seulement l'arrestation des meneurs. C'est ainsi qu'en ce mois de janvier 1894, les paysans conduits par Jeon Bong-Jun, le chef paroissial, prennent le contrôle du centre administratif et de la prison, détruisent le nouveau réservoir et redistribuent les réserves de céréales. La situation est favorable aux paysans jusqu'au mois de mars, date à laquelle les troupes gouvernementales conduites par Lee Yong-tae reprennent le contrôle de la région.
Des rebelles sont capturés ou tués, des villages brulés et des propriétés confisquées. Cependant, cette féroce répression ne fait qu'attiser la colère des paysans. En avril, Jeon Bong-jun organise l'extension du mouvement avec des fermiers venus d'autres villes. Il est dès lors secondé par Son Hwa-jung et Kim Gae-nam. Ils définissent leurs objectifs en quatre points : « ne pas tuer les paysans ni prendre leurs biens », « protéger les droits des paysans », « expulser les Japonais et les occidentaux et purifier notre pays », « marcher sur Séoul et nettoyer le gouvernement ». En face, les troupes gouvernementales sont démoralisées et minées par les désertions. Ainsi, le 11 mai, ce sont les paysans mal armés qui remportent leur première grande victoire à Hwangtojae. Celle-ci leur permet de prendre le contrôle de Jeongeup le 11, de Heungdeok et Gochang le 12, de Mujang le 13 et de Yeonggwang le 16. Le 27 mai, la bataille de Jangseong leur permet de prendre le contrôle de Jeonju, la capitale du Jeolla, le 31 mai.
Début juin, les rebelles se rapprochant de Séoul, le gouvernement demande l'aide de la Chine. En quelques jours, plus de 2 000 soldats chinois arrivent. Aussitôt, se souciant de son influence sur la Corée, le gouvernement japonais envoie 4 000 soldats à Incheon malgré les protestations des Chinois et des Coréens. Dans le même temps, un accord est signé avec les insurgés qui déposent les armes le 11 juin. Les Donghaks obtiennent le droit de mettre en place un directorat local dans chaque district et tentent de mettre en œuvre un programme de réformes.

### La deuxième rébellion
Le calme est revenu en Corée. Cependant, les relations restent très tendues entre la Chine et le Japon, aucun des deux ne voulant se retirer en premier et chacun voulant sauvegarder ses intérêts. Le 26 juin, le Japon demande au roi de Corée à procéder à une série de réformes mais celui-ci refuse et continue de demander le retrait des troupes. Sans perspective d'aboutir à un accord, le Japon envoie toute sa marine ainsi que des troupes supplémentaires. Le 23 juillet, ils pénètrent dans Séoul, et installent un nouveau gouvernement pro-japonais qui abroge les traités d'alliance avec la Chine : la première guerre sino-japonaise éclate.

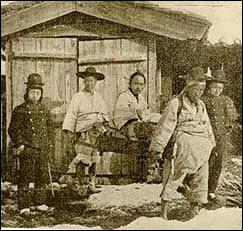
La capture de Jeon Bong-jun.

En conséquence, les paysans Donghak se soulèvent une deuxième fois pour bouter les Japonais hors du pays. En octobre, ils lancent une offensive majeure qui culmine à la bataille d'Ugeumchi à Gongju et qui dura du 22 octobre au 10 novembre 1894. Bien moins armés que les troupes japonaises, ils subissent de lourdes pertes. Dans le Hwanghae, les combattants emmenés par le jeune Kim Koo (Kim Gu) qui deviendra une des grandes figures de la résistance prennent le contrôle d'Haeju. En décembre, le sud est encore aux mains des insurgés car les Japonais les utilisent comme moyen de pression sur le gouvernement pour faire accepter leurs réformes. D'autre part, les rebelles étant passés à la guérilla, la répression est rendue difficile. Jeon Bong-jun est finalement trahi par les siens, capturé le 28 décembre puis exécuté en mars 1895. Après cette date, la résistance abandonne le combat. Choe Si-hyeong parvient à se cacher pendant quatre ans avant d'être finalement aussi exécuté en 1898.

### Les conséquences
En somme, le mouvement a été en partie couvert de succès. En effet, l'année 1894 est marquée par une série de réformes qui bousculent l'ordre traditionnel, les réformes Gabo. Ainsi, la servitude, les différences de classe et les examens impériaux sont abolis. Cependant, cette modernisation est essentiellement dictée par Ōtori Keisuke, l'envoyé japonais. Ceux-ci sont assurément les grands gagnants des troubles causés par les Donghaks car ils parviennent à remplacer durablement la Chine dans son rôle de protectrice de la Corée.
Cependant, une question est encore au centre des débats entre les historiens : dans quelle mesure les Japonais ont soutenu, provoqué ou exploité la rébellion pour leur servir de prétexte pour prendre pied en Corée ?

## Les sites commémoratifs
- La maison de Jeon Bong-jun[9].
- Le monument du réservoir Manseokbo[10].
- Le champ de bataille de Hwangtohyeon et son mémorial.
- Le mémorial commémorant le centenaire de la révolte des paysans.
- Le mémorial de l'armée de révolution des Donghaks sur le site de la bataille d'Ugeumchi à Gongju[11]. Il a été inauguré en 1973.